# Hyperinae
Sous-famille
Taxons de rang inférieur
- Cepurini
- Hyperini

Les Hyperinae forment une sous-famille d'insectes curculionidés (communément appelés, entre autres, charançons ou rhynchites).

## Genres rencontrés enEurope
Tous de la tribu des Hyperini :
- Adonus Zaslavskij, 1999
- Bubalocephalus Capiomont, 1868
- Coniatus Germar, 1817
- Donus Jekel, 1865
- Herpes Bedel, 1874
- Hypera Germar, 1817
- Limobius Schoenherr, 1843
- Metadonus Capiomont, 1868
- Neoglanis Alonso-Zarazaga & Lyal, 1999
- Pachypera Capiomont, 1868